# کاریون
حسین آباد پایین خواف '، روستایی است از توابع بخش سنگان و در شهرستان خواف استان خراسان رضوی ایران.

## جمعیت
این روستا در دهستان بستان قرار داشته و بر اساس سرشماری سال ۱۳۸۵ جمعیت آن (۱۲۲خانوار) ۶۳۶نفر
بوده است.
1. ]]]]}}<ref>آن مگس بر برگ کاه و بول خر

همچو کشتیبان همی افراشت سر
گفت من دریا و کشتی خوانده ام
مدتی در فکر آن می مانده ام
اینک این دریا و این کشتی و من
مرد کشتیبان و اهل و رای زن
بر سر دریا همی راند او عمد
می نمودش آن قدر بیرون ز حد
بود بی حد آن چمین نسبت بدو
آن نظر که بیند آن را راست کو
عالمش چندان بود کش بینشست
چشم چندین بحر همچندینشست
صاحب تاویل باطل چون مگس
وهم او بول خر و تصویر خس
گر مگس تاویل بگذارد برای
آن مگس را بخت گرداند همای
آن مگس نبود کش این عبرت بود
روح او نه در خور صورت بود/ref>{{[[[[== منابع ==
1. ↑  درگاه ملی آمار